# Comitatul Wilcox, Alabama
Comitatul Wilcox, conform originalului din limba engleză, Wilcox County, (codul său FIPS este 01 - 131 Arhivat în 6 iunie 2011, la Wayback Machine.), este unul din cele 67 de comitate ale statului Alabama, Statele Unite ale Americii.
Wilcox County a fost numit în onoarea locotenentului J. M. Wilcox, care a luptat în bătăliile împotriva amerindienilor denumiți Muscogee sau Creek.  Conform Census 2010, populația comitatului era de 11.671 de locuitori.  Sediul comitatului este orașul Camden, care este totodată și cea mai mare localitate a sa.